# Aspach (Górna Austria)
Aspach – gmina targowa w Austrii, w kraju związkowym Górna Austria, w powiecie Braunau am Inn. Liczy 2,5 tys. mieszkańców.